# Online (singolo)
Online è il secondo singolo estratto dall'album 5th Gear del cantante Brad Paisley. Il singolo raggiunse la prima posizione della classifica Hot Country Songs, divenendo il nono singolo consecutivo dell'artista.
Della canzone è stato realizzato un video, nel quale appaiono i supporter di Brad Taylor Swift e Kellie Pickler.